# Programozható logikai mátrix

PLA sematikus ábrája

A programozható logikai mátrix (angolul: programmable logic array, röviden PLA) egy fejlett programozható logikai eszköz, amelynek segítségével összetett kombinációs áramkörök és egyszerű szekvenciális logikai hálózatok is kialakíthatók. A PLA felépítésében ÉS (AND) és VAGY (OR) logikai kapuk mátrixa található, amelyeket a felhasználó igényeinek megfelelően lehet konfigurálni, így a kívánt logikai függvények valósíthatók meg. A PLA-kat széles körben alkalmazzák digitális rendszerekben, például vezérlőegységek és jelfeldolgozó áramkörök tervezésénél.

## Történet
Az első maszk-programozható logikai eszközt a Texas Instruments (TI) fejlesztette ki az IBM számára az 1970-es évek elején. Ez az eszköz egy asszociatív memória volt (TMS2000), amelyet már a gyártás során, fotómaszk segítségével programoztak a kívánt logikai feladatra. Az eszköz 17 bemenettel, 18 kimenettel és 8 db JK flip-floppal rendelkezett. A Texas Instruments ezt az architektúrát nevezte el PLA-nak. A PLA elve gyorsan elterjedt, és a későbbi években számos fejlesztés és továbbfejlesztett típus jelent meg, amelyek jelentős szerepet kaptak a digitális integrált áramkörök fejlődésében.

## Alkalmazás
A programozható logikai eszközök családjába tartozik még a PAL (Programmable Array Logic), a CPLD (Complex Programmable Logic Device), a PROM (Programmable Read-Only Memory), az EPROM (Erasable Programmable Read-Only Memory), az EEPROM (Electrically Erasable Programmable Read-Only Memory) és az FPGA (Field-Programmable Gate Array) is. Ezek az eszközök különböző szintű programozhatóságot és rugalmasságot kínálnak, amelyek lehetővé teszik egyedi vagy komplex digitális logikai áramkörök kialakítását. A PLA-kat és más programozható logikai eszközöket gyakran használják prototípusgyártásban, oktatásban, vezérlőlogikák, aritmetikai egységek, kódolók, dekódolók, valamint állapotgépek megvalósítására. Fontos megjegyezni, hogy nem minden PLA programozható a végfelhasználó által: a maszk-programozható eszközöket a gyártás során, míg más típusokat (például az EEPROM-alapúakat) a felhasználó is konfigurálhatja az aktuális feladathoz. A PLA-k rugalmas és költséghatékony megoldást kínálnak olyan esetekben, amikor több logikai függvényt kell egyetlen áramkörben integrálni.